# Zarieczje (rejon fatieżski)
Zarieczje (ros. Заречье) – chutor w zachodniej Rosji, w sielsowiecie rusanowskim rejonu fatieżskiego w obwodzie kurskim.

## Geografia
Miejscowość położona jest nad Usożą (lewy dopływ Swapy w dorzeczu Sejmu) – u ujścia do niej ruczaja Wierchnij Chotieml, 2 km od centrum administracyjnego sielsowietu (Basowka), 3,5 km na zachód od centrum administracyjnego rejonu (Fatież), 46 km na północny zachód od Kurska, 1 km od drogi magistralnej (federalnego znaczenia) M2 «Krym» (część trasy europejskiej E105).
W chutorze znajduje się 29 posesji.
Klimat
Miejscowość, jak i cały rejon, znajduje się w strefie klimatu kontynentalnego z łagodnym ciepłym latem i równomiernie rozłożonymi opadami rocznymi (Dfb w klasyfikacji klimatów Köppena).

## Demografia
W 2010 r. chutor zamieszkiwało 35 osób.